# Tuberaria plantaginea
Tuberaria plantaginea là một loài thực vật có hoa trong họ Nham mân khôi. Loài này được (Willd.) M.J.Gallego miêu tả khoa học đầu tiên năm 1992.